# Saint-Sauveur, Isère
Saint-Sauveur là một xã của tỉnh Isère, thuộc vùng Rhône-Alpes, đông nam nước Pháp.